# Invazia americană în Grenada
Invazia americană în Grenada sau Războiul din Grenada a avut loc la 25–29 octombrie 1983 când Statele Unite ale Americii și o coaliție formată din șase națiuni din Caraibe au invadat națiunea insulară Grenada, la 160 km  nord de Venezuela. Numele de cod dat de armata americană a fost Operation Urgent Fury.
Forță expediționară a fost formată din 7300 de soldați americani și 353 de soldați din Forța de Pace din Caraibe (Barbados, Jamaica, Organizația Statelor Est-Caraibiene)
Granada a devenit independentă în 1974 față de Regatul Unit al Marii Britanii. Mișcarea de stânga Noua Bijuterie a preluat puterea în 1979 printr-o lovitură de stat condusă de Maurise Bishop, acesta a abolit constituția, a arestat mulți opozanți politici. În 1983, în urma unui conflict intern, Bishop a fost executat și puterea a fost preluată de guvernul militar al lui Hudson Austin. Instabilitatea care a rezultat a afectat politică externă a SUA în zonă. Administrația Reagan a decis să lanseze imediat o intervenție militară, motivată de grija privind cei 600 de studenți americani de pe insulă și frica de a repeta situația dramatică a crizei ostaticilor din Iran.  
Acțiunea militară (Operation Urgent Fury) a fost declanșată la cererea primului ministru de Dominica, Eugenia Charles. Mai târziu, guvernatorul-general al Grenadei, Paul Scoon, a recunoscut că a cerut invazia. Invazia s-a încheiat cu capturarea sutelor de partizani comuniști, dintre care mulți erau muncitori cubanezi la situl aeroportului finanțat de Cuba. Construcția aeroportului a fost încheiată după multă vreme de americani.
În 1984, după invazie, Statele Unite au acordat 48,4 milioane $ ca asistență economică Grenadei. În același an, în cadrul alegerilor, CIA a sponsorizat cu 650.000 $ un candidat pro-american.